# NGC 2918
NGC 2918 é uma galáxia elíptica (E) localizada na direcção da constelação de Leo. Possui uma declinação de +31° 42' 19" e uma ascensão recta de 9 horas, 35 minutos e 44,0 segundos.
A galáxia NGC 2918 foi descoberta em 13 de Março de 1785 por William Herschel.